# Bollklubben Häcken 2013

## Rosa
| N. |                           | Ruolo | Calciatore                   |
| -- | ------------------------- | ----- | ---------------------------- |
| 1  | Svezia (bandiera)         | P     | Christoffer Källqvist        |
| 3  | Svezia (bandiera)         | D     | Fredrik Björck               |
| 4  | Svezia (bandiera)         | D     | Mohammed Ali Khan (Capitano) |
| 5  | Svezia (bandiera)         | D     | Emil Wahlström               |
| 6  | Svezia (bandiera)         | C     | David Marek                  |
| 7  | Svezia (bandiera)         | C     | Jonas Bjurström              |
| 8  | Costa d'Avorio (bandiera) | A     | Drissa Diarrassouba          |
| 9  | Liberia (bandiera)        | A     | Dioh Williams                |
| 10 | Marocco (bandiera)        | A     | Moestafa El Kabir            |
| 11 | Svezia (bandiera)         | C     | Andrés Vasquez               |
| 12 | Svezia (bandiera)         | C     | Oscar Lewicki                |
| 13 | Ghana (bandiera)          | C     | Reuben Ayarna                |
| 14 | Svezia (bandiera)         | C     | Martin Ericsson              |
| 15 | Finlandia (bandiera)      | D     | Kari Arkivuo                 |
| 16 | Svezia (bandiera)         | D     | Tibor Joza                   |

| N. |                                 | Ruolo | Calciatore        |
| -- | ------------------------------- | ----- | ----------------- |
| 17 | Svezia (bandiera)               | D     | Björn Anklev      |
| 18 | Finlandia (bandiera)            | C     | Mika Ojala        |
| 19 | Svezia (bandiera)               | C     | Leonard Žuta      |
| 20 | Nigeria (bandiera)              | C     | Dominic Chatto    |
| 21 | Ghana (bandiera)                | C     | Nasiru Mohammed   |
| 22 | Svezia (bandiera)               | D     | Daniel Forsell    |
| 23 | Svezia (bandiera)               | D     | Simon Sandberg    |
| 24 | RD del Congo (bandiera)         | C     | René Makondele    |
| 26 | Bosnia ed Erzegovina (bandiera) | P     | Damir Mehić       |
| 27 | Svezia (bandiera)               | C     | Simon Gustafson   |
| 28 | Svezia (bandiera)               | C     | Samuel Gustafson  |
| 29 | Svezia (bandiera)               | P     | Rasmus Iversen    |
| 30 | Svezia (bandiera)               | A     | Hosam Aiesh       |
| 41 | Benin (bandiera)                | A     | Abdel Bouraima    |
| 42 | Svezia (bandiera)               | A     | Carlos Strandberg |